# 613279 Isaacmiguel
613279 Isaacmiguel è un asteroide della fascia principale interna. Scoperto nel 2005, presenta un'orbita caratterizzata da un semiasse maggiore pari a 1,909513 UA e da un'eccentricità di 0,043357, inclinata di 19,398761° rispetto all'eclittica.